# Lijst van publicaties van Anton van der Vet
Antonie Carel Wouter (Anton) van der Vet (Den Haag, 3 juni 1919 - aldaar, 27 april 1997) was een journalist en dichter.

## Loopbaan
Anton van der Vet schreef in zijn jeugd gedichten en publiceerde tot eind jaren 40 diverse dichtbundels. Hij correspondeerde ook uitgebreid met de Groningse dichter Hendrik de Vries. Voor de oorlog werkte hij bij het socialistische dagblad Het Volk en na 1945 bij de Rijksvoorlichtingsdienst. Van der Vet werkte daarna tweeëndertig jaar bij het Algemeen Dagblad, waarvan tien jaar als hoofdredacteur.
In december 1948 ging hij bij het AD werken, waar hij in 1950 adjunct-hoofdredacteur en in 1958 hoofdredacteur werd. 
In 1968 trad hij terug als hoofdredacteur, en in mei 1981 nam hij afscheid bij de krant.

## lijst van Publicaties (incompleet)
- Gefluisterd Relaas, Gedichten, Bayard Pers, F.G. Kroonder, Bussum, 1945, 22cm, 36 blz. 
  - Colophon: Deze bundel verzen werd in het voorjaar 1945 met de hand gezet uit de Erasmus Mediaeval van S.H. de Roos gedrukt in beperkte oplage op Brittania tekst voor vrienden en bekenden van auteur en uitgever van de Bayard Pers. Vijftig exemplaren genummerd van 1-50 werden door de uteur gesigneerd.[5]
- Het goede leven : novellen, Uitgever: Bussum, F.G. Kroonder, 1945, 115p, ill., 21cm,[6][7]
- Het vluchtend geluk, Uitgever: Bussum, F.G. Kroonder, 1945, 249p, 21cm,[8][9]
- Roem van Ridders en Rivieren, met foto's van B. v.d. Vet-Korpersboek, J. Doeser en A.G. van Agtmaal., uitgave: Bussum, F.G. Kroonder, 1944 [i.e. 1946], 169 p., [48] p. pl, 24 cm,[10][11]
- Spoken op Lakesteyn, met illustraties en omslag van Wim Boost, Amsterdam, G.W.Breughel, 1946, 142p,[12]
- Vergeten Voorman Leven en Werken van Mr J P Amersfoordt , den Pionier van de Haarlemmermeer, uitgever: Amsterdam, Het Hollandsche Uitgevershuis, 1947, 235p, 25cm,[13]
- Galjoen recht vooruit, met tekeningen van W.A. v.d. Walle, 1947, uitgever: vh. C. de Boer Jr., Amsterdam, 240p, ill., 25cm,[14]
- Amsterdam, stad der wijsheid, Uitgever: Bussum : F.G. Kroonder, 1947, Reeks: De Amsterdamsche reeks, 295 p, ill[15]
- Wat gaat er met onze munten gebeuren?, uitgever: Lelystad, Stichting IVIO, reeks: AO ; no. 164, 1947, 16p,[16]
- Vacantieboek voor jongens, onder redactie van Ton Koot ; en getekend door Piet Klaasse, Met bijdragen van Anno Teenstra, J.E. de Haas, Petra Clarijs, A.F.J. Portielje, Bert Buurman, Hermine van Guldener, G. van der Heide, Hil Bottema, Tom Schadd, Richard Gunkel, Dick Horringa en Anton van der Vet, Bevat een tekenles van Piet Klaasse, uitgave: Amsterdam : Allert de Lange, 240 p, ill. & foto's, 28 cm.[17]
- De Kuif lost het op, Een avontuurlijk journalistenverhaal., uitgever: Amsterdam, De Boer Jr., 1948, 171 p, zwart/wit ill. , 1948, drukker: De Mercuur.[18]
- Lappen, rendieren en muggen. Naar Lapland, Uitgever: Lelystad, Stichting IVIO, 1952, reeks: AO 316., 16p, 18cm,[19]
- "De rijzende zon" opnieuw herrezen, Made in Japan"". Uitgever: Lelystad, Stichting IVIO, 1952, reeks: AO no. 429., 16p, 18cm,[20]
- Delft maakt penicilline, resultaat van wetenschappelijk team-work, Uitgever: Lelystad, Stichting IVIO - 1952, reeks: AO no. 412, 16 blz., 18x12 cm.[21]
- Het ABC van Amsterdam, encyclopaedisch handboek voor een ieder die van Amsterdam houdt, samengesteld door Annie C. Gebhard en Anton van der Vet, Uitgever:  Amsterdam, Van Munster, 1952, 520 p, 23 cm,[22]
- Het groothandelsgebouw. De trots van Rotterdam, uitgever:  Amsterdam : Stichting IVIO, 1953, reeks: AO-reeks ; no. 442, 16 p, 18cm[23]
- De Zeeuwse havens, met 49 foto's van Cees van der Meulen, 1956, C. de Boer Jr., Amsterdam, Schip en haven, deel 4, 114 p, 19cm, ill.,[24]
- Ships and harbours in the Netherlands, met: C. van der Meulen, 1956, De Boer, Amsterdam. Engels talige abstract vn de 4 delige serie "Schip en haven", 230 p, ill., 19cm.[25]
- Novellenkwartet.  vier korte verhalen van Lidy van Eijsselsteijn, Nine van der Schaaf, Anton van der Vet, en Theun de Vries, ingeleid door Antoon Coolen, Uitgever: Amsterdam, Wereldbibliotheek, 1958, 210p, 19 cm,[26]
- Amerikaans reisjournaal, Algemeen Dagblad, Rotterdam, 1963, 39 p, 23 cm[27]
- Per slot van rekening : A.C.W. van der Vet interviewt zes ondernemers over hun levenswerk : Willem Bruynzeel, Huub van Doorne, Albert Heijn, Pijl Kroese, Johannes Meynen, Helmich Weidema,/ met een woord vooraf door P.J. Bouman, uitgave: Rotterdam, Nijgh & Van Ditmar, 2e druk, (1969), VIII, 177 p., 6 bl. pl, ill., 20 cm[28]